# Super 64
Super 64 is een Belgisch bier.
Het bier wordt gebrouwen door Brasserie de Silly te Silly.
Super 64 is een amberkleurige Spéciale belge met een alcoholpercentage van 5,2% en een densiteit van 11,3° Plato.
Super 64 is het moederbier van Brave Broeder, dat dus een etiketbier is.